# Lista de cruzadores pesados da Alemanha

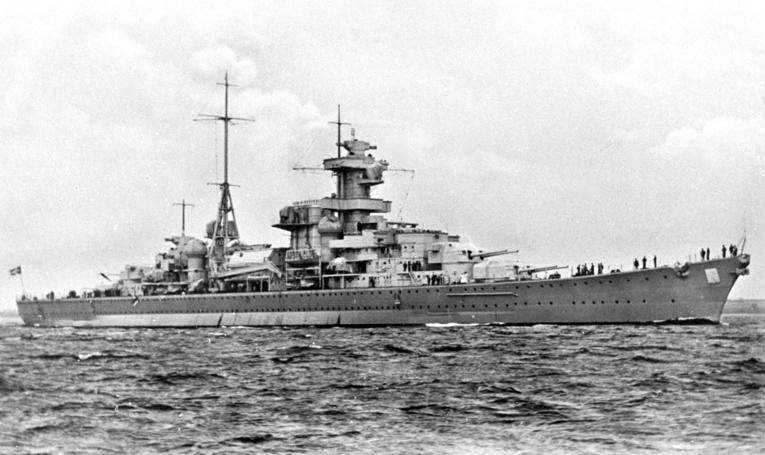
O Blücher em 1939, um dos últimos cruzadores pesados construídos para a Kriegsmarine

A Reichsmarine e a Kriegsmarine construíram ou planejaram uma série de cruzadores pesados nas décadas de 1930 e 1940. Os termos do Tratado de Versalhes de 1919, que encerrou a Primeira Guerra Mundial, tinham limitado os navios de guerra alemães a no máximo 10,1 mil toneladas de deslocamento padrão. A primeira classe projetada sob essas restrições foi a Classe Deutschland, cujos navios foram comumente referidos como "couraçados de bolso". Uma versão melhorada destes cruzadores, chamada de Classe D, foi planejada para 1934, porém exigências de projeto cada vez maiores para responder aos couraçados franceses da Classe Dunkerque fez com que ela fosse cancelada em favor dos couraçados da Classe Scharnhorst.
Cinco cruzadores pesados da Classe Admiral Hipper foram autorizados sob os termos do Acordo Naval Anglo-Germânico de 1935. Dessas embarcações, apenas três foram finalizadas, pois o início da Segunda Guerra Mundial em setembro de 1939 paralisou as obras nos dois navios restantes. Planos para uma versão melhorada da Classe Deutschland foram renovados em 1937 na forma da Classe P. Foi inicialmente planejado construir doze navios para atuarem como o componente central da frota do Plano Z, que tinha a intenção de atacar embarcações mercantes seguindo em direção do Reino Unido. Versões posteriores do Plano Z reduziram o número de navios para oito até que eles acabaram sendo abandonados em 1939 em favor dos cruzadores de batalha da Classe O.
Os navios da Classe Deutschland participaram de patrulhas de não-intervenção durante a Guerra Civil Espanhola. Na Segunda Guerra Mundial, os cruzadores alemães atuaram principalmente em ataques contra comboios de suprimentos seguindo para o Reino Unido e para a União Soviética. O Admiral Graf Spee foi afundado em dezembro de 1939 na Batalha do Rio da Prata, enquanto o Blücher foi afundado em abril de 1940 durante a invasão da Noruega. O Seydlitz, um dos cruzadores incompletos da Classe Admiral Hipper, foi planejado para ser convertido em um porta-aviões, porém as obras nunca terminaram e ele foi desmontado depois da guerra. O Lützow, o outro inacabado, foi vendido para a União Soviética e permaneceu sem ser finalizado até ser desmontado na década de 1950. O Deutschland, Admiral Scheer e Admiral Hipper foram destruídos por bombardeios britânicos no final da guerra, já o Prinz Eugen foi tomado pelos Estados Unidos como prêmio de guerra e afundado em dezembro de 1946 na Operação Crossroads.
| Armas principais | Número e tamanho dos canhões da bateria principal         |
| Deslocamento     | Deslocamento do navio totalmente carregado                |
| Propulsão        | Número e tipo do sistema de propulsão e velocidade máxima |
| Batimento        | Data em que o batimento de quilha ocorreu                 |
| Lançamento       | Data em que o navio foi lançado ao mar                    |
| Comissionamento  | Data em que o navio foi comissionado em serviço           |
| Destino          | Fim que o navio teve                                      |

## ClasseDeutschland

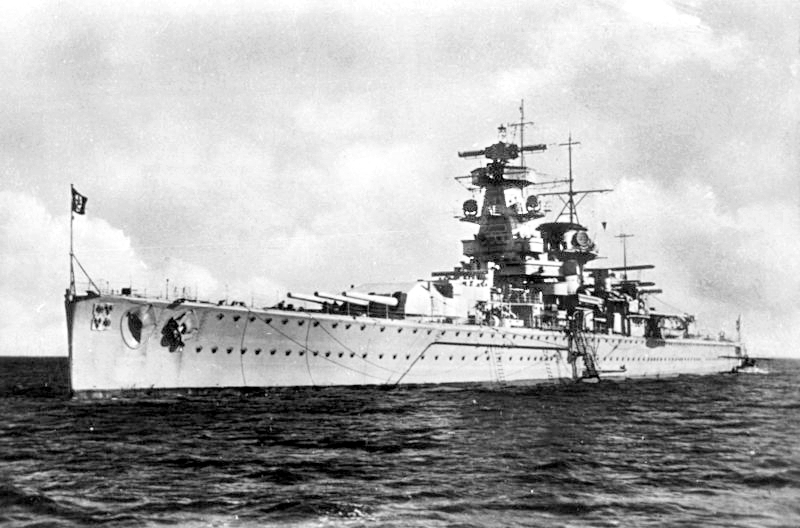
O Admiral Graf Spee em 1936

Os cruzadores da Classe Deutschland, originalmente designados como "navios blindados", foram projetados para cumprir as limitações impostas pelo Tratado de Versalhes. Os termos limitavam os navios de guerra alemães a um deslocamento de no máximo 10,1 mil toneladas, porém não restringiam o tamanho das armas principais. Várias inovações foram incorporadas nos projetos, incluindo o uso de solda e motores a diesel, a fim de economizar peso e permitir o armamento maior e blindagem mais pesada. Mesmo assim, as embarcações ultrapassaram os limites de peso em centenas de toneladas, porém a Reichsmarine afirmou que estavam dentro dos limites. Os navios foram o Deutschland, Admiral Scheer e Admiral Graf Spee, tendo sido construídos entre 1929 e 1934. Mudanças de projeto ocorreram durante as obras, resultando em características levemente diferentes de um navio para o outro.
As embarcações foram comumente chamadas de "couraçados de bolso" devido ao seu armamento. Os três serviram em patrulhas de não-intervenção na Guerra Civil Espanhola de 1936 a 1938. Eles atuaram no ataque a navios mercantes no início da Segunda Guerra Mundial. O Admiral Graf Spee foi deliberadamente afundado em dezembro de 1939 depois da Batalha do Rio da Prata. O Deutschland atuou no Oceano Atlântico, porém sem muito sucesso, retornando para a Alemanha e sendo renomeado para Lützow. Ele e o Admiral Scheer foram reclassificados como cruzadores pesados. O Lützow participou da invasão da Noruega em abril de 1940, quando foi muito danificado por baterias litorâneas norueguesas e um torpedo britânico. A embarcação retornou para a Noruega depois de seus reparos para operar contra bomboios seguindo para a União Soviética. Logo teve a companhia do Admiral Scheer, que tinha finalizado uma bem-sucedida viagem contra navios comerciais no Atlântico e Oceano Índico. Ambos retornaram para a Alemanha no final de 1943, sendo afundados por bombardeios britânicos nas últimas semanas da guerra. O Lützow foi reflutuado pela Frota Naval Militar Soviética e afundado como alvo de tiro em julho de 1947.
| Navio             | Armas principais | Deslocamento | Propulsão                            | Serviço           | Serviço       | Serviço          | Serviço                      |
| Navio             | Armas principais | Deslocamento | Propulsão                            | Batimento         | Lançamento    | Comissionamento  | Destino                      |
| ----------------- | ---------------- | ------------ | ------------------------------------ | ----------------- | ------------- | ---------------- | ---------------------------- |
| Deutschland       | 6 × 283 mm       | 14 520 t     | 8 motores a diesel; 28 nós (52 km/h) | fevereiro de 1929 | maio de 1931  | abril de 1933    | Afundado em julho de 1947    |
| Admiral Scheer    | 6 × 283 mm       | 15 420 t     | 8 motores a diesel; 28 nós (52 km/h) | junho de 1931     | abril de 1933 | novembro de 1934 | Afundado em abril de 1945    |
| Admiral Graf Spee | 6 × 283 mm       | 16 020 t     | 8 motores a diesel; 28 nós (52 km/h) | outubro de 1932   | junho de 1934 | janeiro de 1936  | Afundado em dezembro de 1939 |

## Classe D

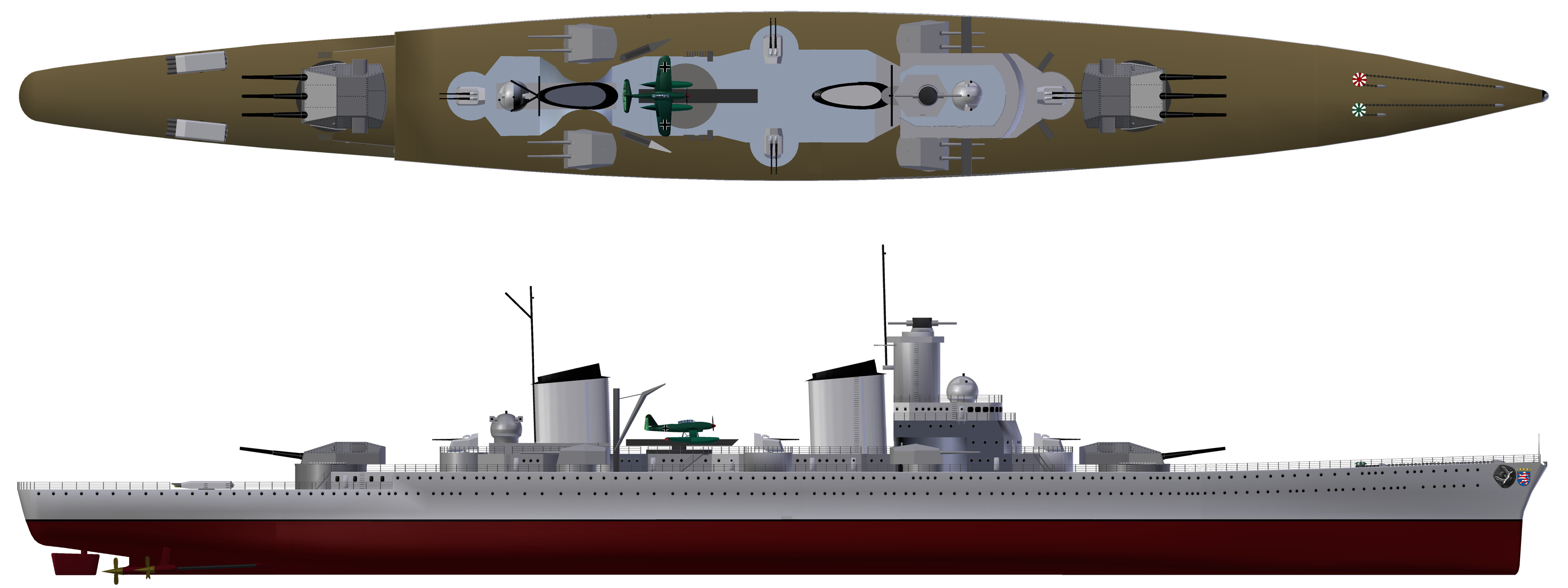
Desenho da Classe D

O ditador alemão Adolf Hitler autorizou a Reichsmarine em 1933 a procurar projetos para uma versão melhorada dos cruzadores da Classe Deutschland. Os navios tinham a intenção de fazer frente ao novo programa de construção naval da Marinha Nacional Francesa. Seu deslocamento projetado aumentou para 20,3 mil toneladas, porém Hitler permitiu aumentos apenas na blindagem, proibindo quaisquer adições ao armamento principal. Apenas um dos navios teve sua construção iniciada em 1934, porém foi cancelado menos de cinco meses depois do batimento de quilha. Foi determinado que os projetos deveriam ser aumentados com o objetivo de fazer frente aos couraçados franceses da Classe Dunkerque, o que necessitaria da adição de uma terceira torre de artilharia principal. Os contratos de construção de ambas as embarcações foram substituídos por dois couraçados da Classe Scharnhorst.
| Navio | Armas principais | Deslocamento | Propulsão                  | Serviço           | Serviço    | Serviço         | Serviço            |
| Navio | Armas principais | Deslocamento | Propulsão                  | Batimento         | Lançamento | Comissionamento | Destino            |
| ----- | ---------------- | ------------ | -------------------------- | ----------------- | ---------- | --------------- | ------------------ |
| D     | 6 × 283 mm       | 20 320 t     | Turbinas; 29 nós (54 km/h) | fevereiro de 1934 | —          | —               | Cancelados em 1934 |
| E     | 6 × 283 mm       | 20 320 t     | Turbinas; 29 nós (54 km/h) | —                 | —          | —               | Cancelados em 1934 |

## ClasseAdmiral Hipper

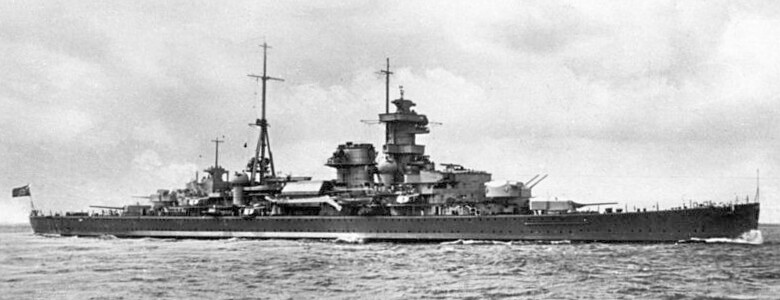
O Admiral Hipper em 1939

O projeto para a Classe Admiral Hipper foi preparado entre 1934 e 1936, enquanto a Alemanha estava negociando o Acordo Naval Anglo-Germânico. O tratado foi assinado em 1935 e permitia que os alemães construíssem 51 mil toneladas de cruzadores pesados, suficiente para cinco navios de dez mil toneladas. Das cinco embarcações, apenas o Admiral Hipper, Blücher e Prinz Eugen foram finalizados. O Seydlitz estava quase completo quando foi decidido convertê-lo em um porta-aviões, porém a conversão nunca terminou e ele foi tomado pela União Soviética ao final da guerra e desmontado. O Lützow foi vendido em 1940 incompleto para os soviéticos. Foi renomeado Petropavlovsk e ajudou na defesa de Leningrado durante a invasão alemã da União Soviética até ser seriamente afundado por bombardeios. Foi reflutuado e continuou incompleto até o final da década de 1950, quando foi desmontado.
O Admiral Hipper e o Blücher participaram da invasão da Noruega, porém o segundo foi afundado por baterias litorâneas norueguesas no Fiorde de Oslo. Depois disso o Admiral Hipper realizou duas surtidas pelo Atlântico para atacar navios mercantes. O Prinz Eugen juntou-se ao couraçado Bismarck em maio de 1941 para uma operação no Atlântico, participando da Batalha do Estreito da Dinamarca. O Bismarck foi afundado pelos britânicos durante a operação, mas o Prinz Eugen conseguiu voltar para a França. Ele juntou-se ao Admiral Hipper na Noruega depois da Operação Cerberus em 1942, mas foi torpedeado por um submarino britânico e precisou passar por reparos na Alemanha. Enquanto isso, o Admiral Hipper participou da Batalha do Mar de Barents no final do ano. Os dois cruzadores voltaram para a Alemanha e operaram no Mar Báltico em 1945. O Admiral Hipper foi deliberadamente afundado nas últimas semanas da guerra depois de ser danificado por bombardeios britânicos. O Prinz Eugen foi tomado como prêmio de guerra pela Marinha dos Estados Unidos, sendo afundado em dezembro de 1946 depois de sobreviver aos dois testes nucleares da Operação Crossroads.
| Navio          | Armas principais | Deslocamento | Propulsão                            | Serviço          | Serviço           | Serviço          | Serviço                     |
| Navio          | Armas principais | Deslocamento | Propulsão                            | Batimento        | Lançamento        | Comissionamento  | Destino                     |
| -------------- | ---------------- | ------------ | ------------------------------------ | ---------------- | ----------------- | ---------------- | --------------------------- |
| Admiral Hipper | 8 × 203 mm       | 18 500 t     | 3 turbinas a vapor; 28 nós (52 km/h) | julho de 1935    | fevereiro de 1937 | abril de 1939    | Desmontado em 1948–1952     |
| Blücher        | 8 × 203 mm       | 18 500 t     | 3 turbinas a vapor; 28 nós (52 km/h) | agosto de 1936   | junho de 1937     | setembro de 1939 | Afundado em abril de 1940   |
| Prinz Eugen    | 8 × 203 mm       | 19 050 t     | 3 turbinas a vapor; 28 nós (52 km/h) | abril de 1936    | agosto de 1938    | agosto de 1940   | Afundou em dezembro de 1946 |
| Seydlitz       | 8 × 203 mm       | 20 120 t     | 3 turbinas a vapor; 28 nós (52 km/h) | dezembro de 1936 | janeiro de 1939   | —                | Desmontado em 1958          |
| Lützow         | 8 × 203 mm       | 20 120 t     | 3 turbinas a vapor; 28 nós (52 km/h) | agosto de 1937   | julho de 1939     | —                | Desmontado em 1958–1960     |

## Classe P
A Classe P foi autorizada em 1937 e teria sido composta por doze navios. Os trabalhos de projeto começaram no mesmo ano e continuaram até 1939, com pelo menos nove versões sendo consideradas. O projeto final seria armado com seis canhões de 283 milímetros em duas torres triplas, assim como na Classe Deutschland. Os cruzadores também foram designados como "navios blindados" e receberam os nomes preliminares de P1 até P12. O projeto era um melhoramento em relação à Classe D, porém mais pesado e mais rápido, retornando para uma propulsão a diesel, o que muito aumentaria sua autonomia. A classe era parte da versão original do Plano Z apresentada pela Kriegsmarine, sendo parte central dos planos do grande almirante Erich Raeder para uma guerra comercial contra o Reino Unido. Uma versão revisada reduziu o número de navios para oito, enquanto outra revisão do plano abandonou por completo a classe antes das obras começaram, substituindo-os pelos cruzadores de batalha da Classe O.
| Navio    | Armas principais | Deslocamento | Propulsão                             | Serviço   | Serviço    | Serviço         | Serviço            |
| Navio    | Armas principais | Deslocamento | Propulsão                             | Batimento | Lançamento | Comissionamento | Destino            |
| -------- | ---------------- | ------------ | ------------------------------------- | --------- | ---------- | --------------- | ------------------ |
| P1 a P12 | 6 × 283 mm       | 26 100 t     | 12 motores a diesel; 33 nós (61 km/h) | —         | —          | —               | Cancelados em 1939 |

### Citações
1. ↑   Bidlingmaier 1971, p. 73
2. ↑   Preston 2002, p. 117
3. ↑   Bidlingmaier 1971, p. 75
4. ↑   Gröner 1990, pp. 60–62
5. ↑   Williamson 2003b, p. 4
6. ↑   Williamson 2003b, pp. 14, 24, 40
7. ↑   Bidlingmaier 1971, p. 93
8. ↑   Whitley 1998, p. 68
9. ↑   Haar 2009, pp. 136–137
10. ↑   Williamson 2003b, p. 18
11. ↑   Williamson 2003b, p. 19
12. ↑   Hümmelchen 1976, p. 101
13. ↑   Gröner 1990, p. 62
14. 1 2   Prager 2002, pp. 317–320
15. 1 2 3 4 5   Gröner 1990, p. 60
16. ↑   Sieche 1992, p. 227
17. ↑   Gröner 1990, pp. 61–62
18. ↑   Garzke & Dulin 1985, p. 128
19. 1 2 3 4 5 6   Gröner 1990, p. 63
20. ↑   Gröner 1990, pp. 65–66
21. ↑   Williamson 2003a, p. 5
22. 1 2   Gröner 1990, p. 67
23. ↑   Philbin 1994, pp. 127–128
24. ↑   Budzbon 1992, p. 328
25. ↑   Williamson 2003a, pp. 13, 33
26. ↑   Williamson 2003a, pp. 15–16
27. ↑   Williamson 2003a, pp. 38–39
28. ↑   Williamson 2003a, pp. 39–41
29. ↑   Williamson 2003a, pp. 17–19
30. ↑   Williamson 2003a, pp. 20–21, 41–42
31. ↑   Williamson 2003a, p. 42
32. ↑   Gröner 1990, p. 66
33. ↑   Williamson 2003a, pp. 12, 22, 37, 42–43
34. ↑   Garzke & Dulin 1985, p. 351
35. 1 2 3 4   Gröner 1990, p. 64
36. ↑   Gröner 1990, pp. 63–64
37. ↑   Sieche 1992, p. 220
38. ↑   Gröner 1990, pp. 64, 68